# Parafia św. Dominika w Turobinie
Parafia Świętego Dominika w Turobinie – parafia rzymskokatolicka w Turobinie, należąca do archidiecezji lubelskiej i dekanatu Turobin. Została erygowana w 1530.
Kościół parafialny został wzniesiony w 1530. Jest to świątynia murowana, jednonawowa, w stylu renesansu lubelskiego.
Funkcję proboszcza od 1 lipca 2020 pełni ks. Krzysztof Adamowski.